# Regionalkod
Regionalkod eller på tyska Regionalschlüssel är koder eller nummer för att identifiera områden på olika nivåer av NUTS eller LAU.

## Tyskland
I Tyskland kan en regionalkod formateras enligt följande:
- Formen XX med möjliga värden från 01 till 16 identifierar förbundsländer på NUTS 1-nivå.
- Formen XX X identifierar regeringsdistrikt eller statistiska regioner eller (i formen XX 0) förbundsländer utan regeringsdistrikt på NUTS 2-nivå.
- Formen 08 X X identifierar regionalföreningar i Baden-Württemberg.
- Formen XX X XX identifierar kretsar eller kretsfria städer på NUTS 3-nivå.
- Formen XX X XX XXXX identifierar (i formen XX X XX 5XXX) kommunförbund eller (i formen XX X XX 0XXX) kommuner eller (i formen XX X XX 9XXX) kommunfria områden på LAU 1-nivå.
- Formen XX X XX XXXX XXX identifierar (i formen XX X XX 5XXX XXX eller i formen XX X XX 0XXX XXX) kommuner eller (i formen XX X XX 9XXX XXX) kommunfria områden på LAU 2-nivå.